# Charogne

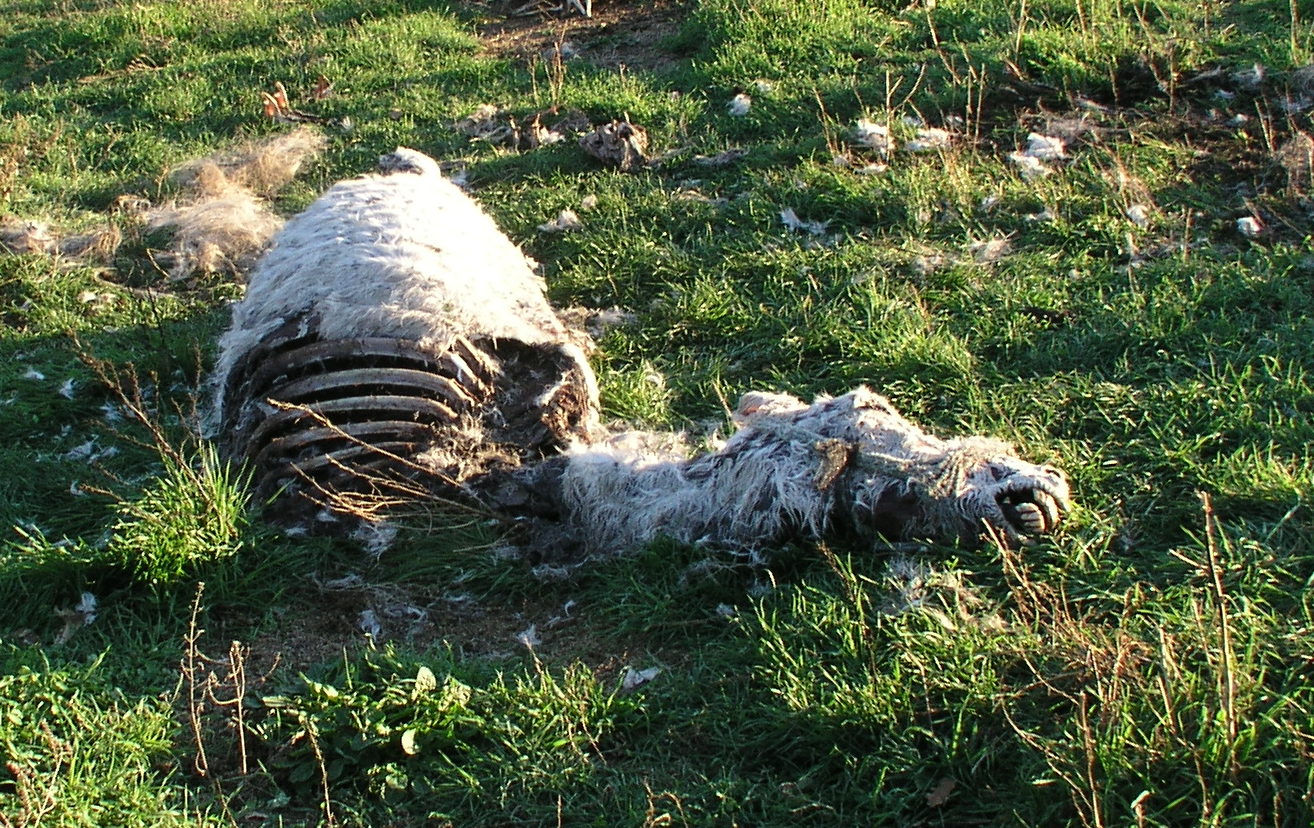
Charogne dévorée par les vautours, près de Dragožel, Municipalité de Kavadarci, Macédoine.

Une charogne est le corps ou la carcasse d'un animal mort récemment ou non, dans un état plus ou moins avancé de décomposition. Le terme est plus ou moins synonyme de cadavre.

## Dans la nature

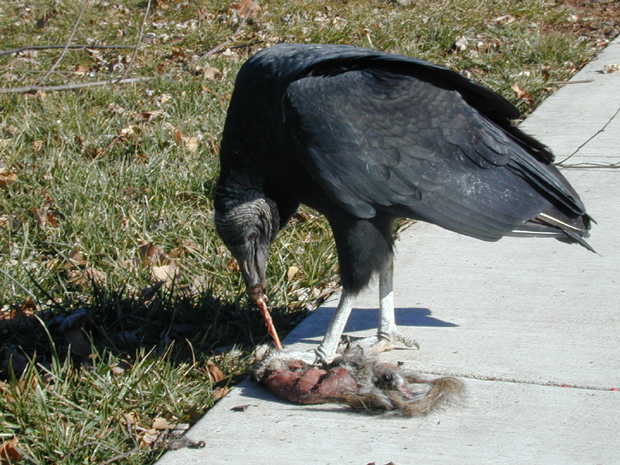
Urubu noir se nourrissant d'un cadavre d'écureuil.

Le cadavre de l'animal devient souvent une source alimentaire pour un autre animal dit « charognard », comme la hyène, le vautour, le condor ou le gypaète barbu.
D'autres animaux, opportunistes, se nourrissent de charognes lorsqu'ils en trouvent, tels les suidés. Les sangliers, par exemple, ne dédaignent pas venir fouiller la nuit les laisses de mer aux époques où ils peuvent y trouver des cadavres de poissons ou d'oiseaux. 
Il en est de même avec le hérisson recherchant les animaux tués sur les routes.
Les charognes deviennent également rapidement des milieux propices au développement de champignons, de bactéries, d'insectes (comme les Mouches bleues ou les Abeilles vautours) créant ainsi des micro écosystèmes complexes tant qu'il reste des matières organiques.
Les anthropologues débattent sur la possibilité que les ancêtres de l'être humain aient eux-mêmes été charognards. L'histoire des pratiques alimentaires humaines n'est pour le moment pas connue avec certitude. En revanche, la consommation occasionnelle de charognes tuées par la circulation routière est attestée dans certains pays.

## Aspects culturels
Les charognes sont des vecteurs importants de transmission des maladies infectieuses comme la grippe aviaire, ainsi les règles d'hygiène courantes recommandent de ne pas s'en approcher. Au Moyen Âge, l'envoi de charogne en décomposition au-dessus des murs d'une ville assiégée constituait une forme d'utilisation d'armes biologiques.
On appelle équarrissage le traitement industriel des charognes, notamment celles provenant des élevages agricoles. C'est en voulant produire de la farine animale à partir de moutons décédés de la tremblante pour nourrir du bétail qu'est survenue la crise de l'encéphalopathie spongiforme bovine en Angleterre.
On appelle nécropsie l'autopsie d'un cadavre animal.
« Charogne » peut être aussi une expression populaire de mépris ou d'insulte, à rapprocher de « pourri ».